# Zalog, Ljubljana
Zalog je vzhodno predmestje Ljubljane v Četrtni skupnosti Polje. Najlažji dostop iz središča mesta je po Zaloški cesti, ki se začenja pri Kliničnem centru in je ena daljših ljubljanskih cest. Po njej potekajo mestne avtobusne linije št. 11, 11B in 20Z, ki Zalog preko centra povezujejo z Bežigradom, Ježico in ob nedeljah in praznikih tudi z Novimi Stožicami, vozi pa le ena linija naenkrat. Naselje sestoji iz dveh glavnih delov, in sicer iz Starega in Novega Zaloga, poleg njiju bi lahko šteli k Zalogu še manjše predele Brinje, Varbje, Gradišče in Prod.
V Zalogu deluje več industrijskih obratov (Perutnina, KOTO d.d., Mercatorjeva skladišča, Petrol ...). V bližini je tudi Centralna čistilna naprava za Ljubljano. Tu se nahajajo osnovna šola, športni objekt, pošta in zadružni dom. Včasih je v Zalogu deloval tudi kino. Pred nekaj leti so v Zalogu postavili cerkev.
V Zalogu je ena izmed šestih pokritih hokejskih dvoran v Sloveniji, prav tako pa je v Zalogu doma hokejski klub Slavija.
Mimo naselja poteka železniška proga Dobova - Ljubljana, tu je tudi največja ranžirna postaja v državi. Na južni strani mimo naselja teče reka Ljubljanica, na severni pa reka Sava (blizu proti severovzhodu leži sotočje Save, Ljubljanice in Kamniške Bistrice).
Najvišja okoliška vzpetina je Debenji vrh s 530 metri nadmorske višine.
Center Zalog, Park Zalog